# Folgoso de la Ribera
Folgoso de la Ribera ist eine Gemeinde mit 1026 Einwohnern (Stand: 1. Januar 2022) im nordwestlichen Zentral-Spanien in der Provinz León in der Autonomen Gemeinschaft Kastilien-León. Die Gemeinde besteht neben dem Hauptort Folgoso de la Ribera aus den Ortschaften Boeza, La Ribera de Folgoso, Rozuelo, Tedejo, El Valle und Villaviciosa de San Miguel.

## Geografie
Folgoso de la Ribera liegt etwa 80 Kilometer westnordwestlich von León in einer Höhe von ca. 775 m. Durch den Süden der Gemeinde verläuft die Autovía A-6.

## Bevölkerungsentwicklung
| Jahr        | 1900 | 1950 | 1970 | 1981 | 1991 | 2001 | 2011 | 2021 |
| ----------- | ---- | ---- | ---- | ---- | ---- | ---- | ---- | ---- |
| Einwohner   | 2317 | 2660 | 2136 | 1772 | 1594 | 1280 | 1231 | 1035 |
| Quelle: INE |      |      |      |      |      |      |      |      |

## Sehenswürdigkeiten

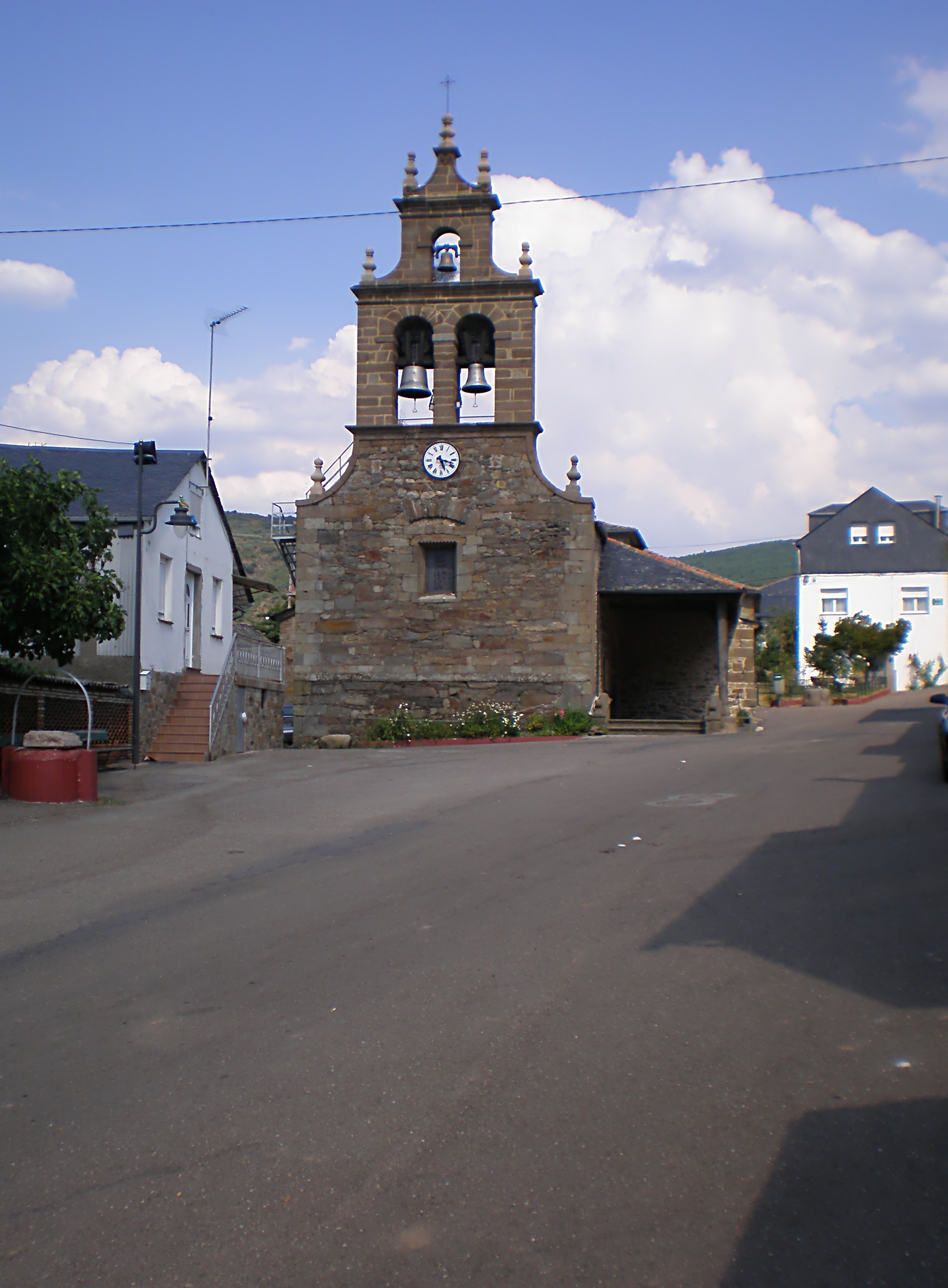
Kirche von Folgoso de la Ribera
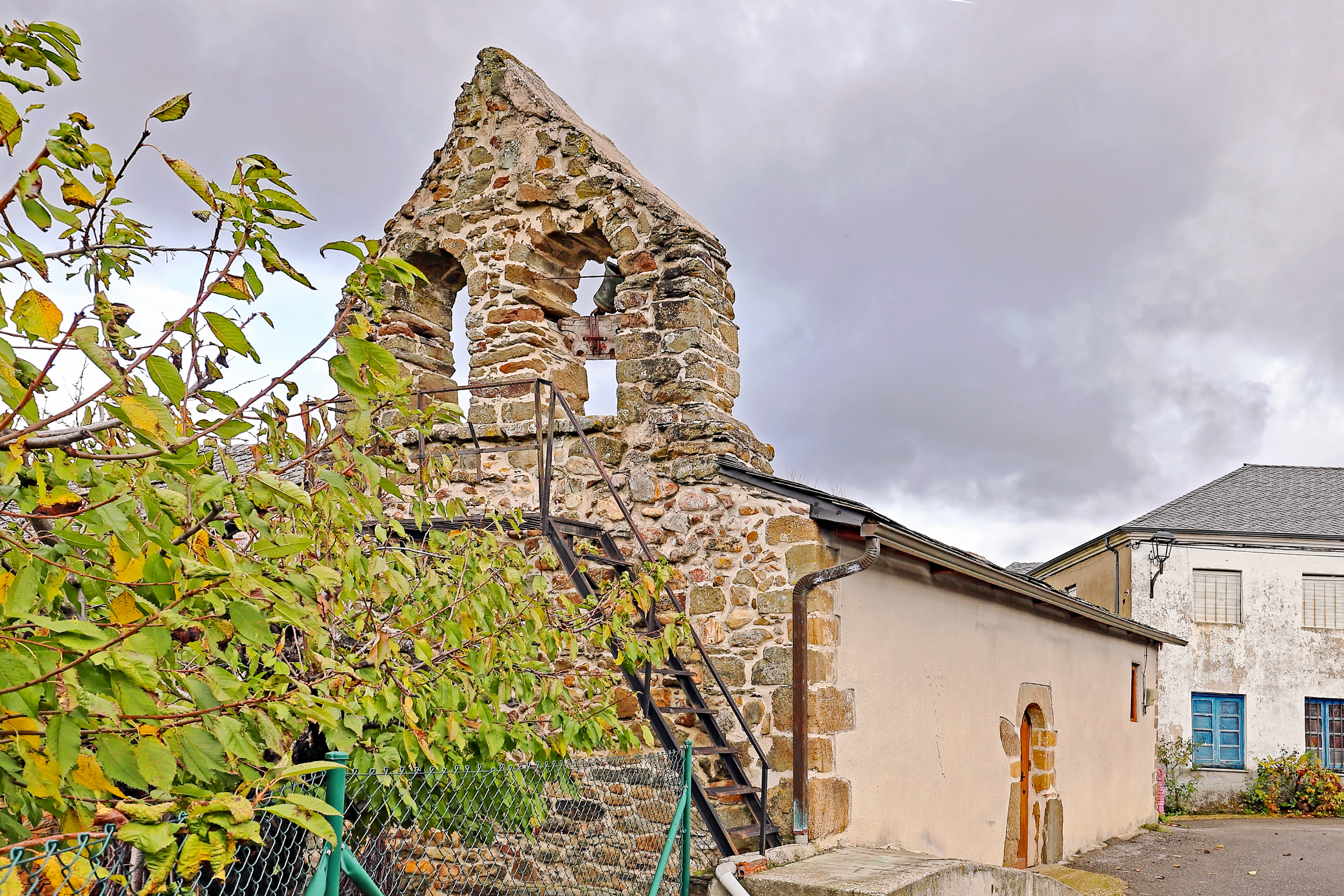
Michaeliskirche von Villaviciosa de San Miguel
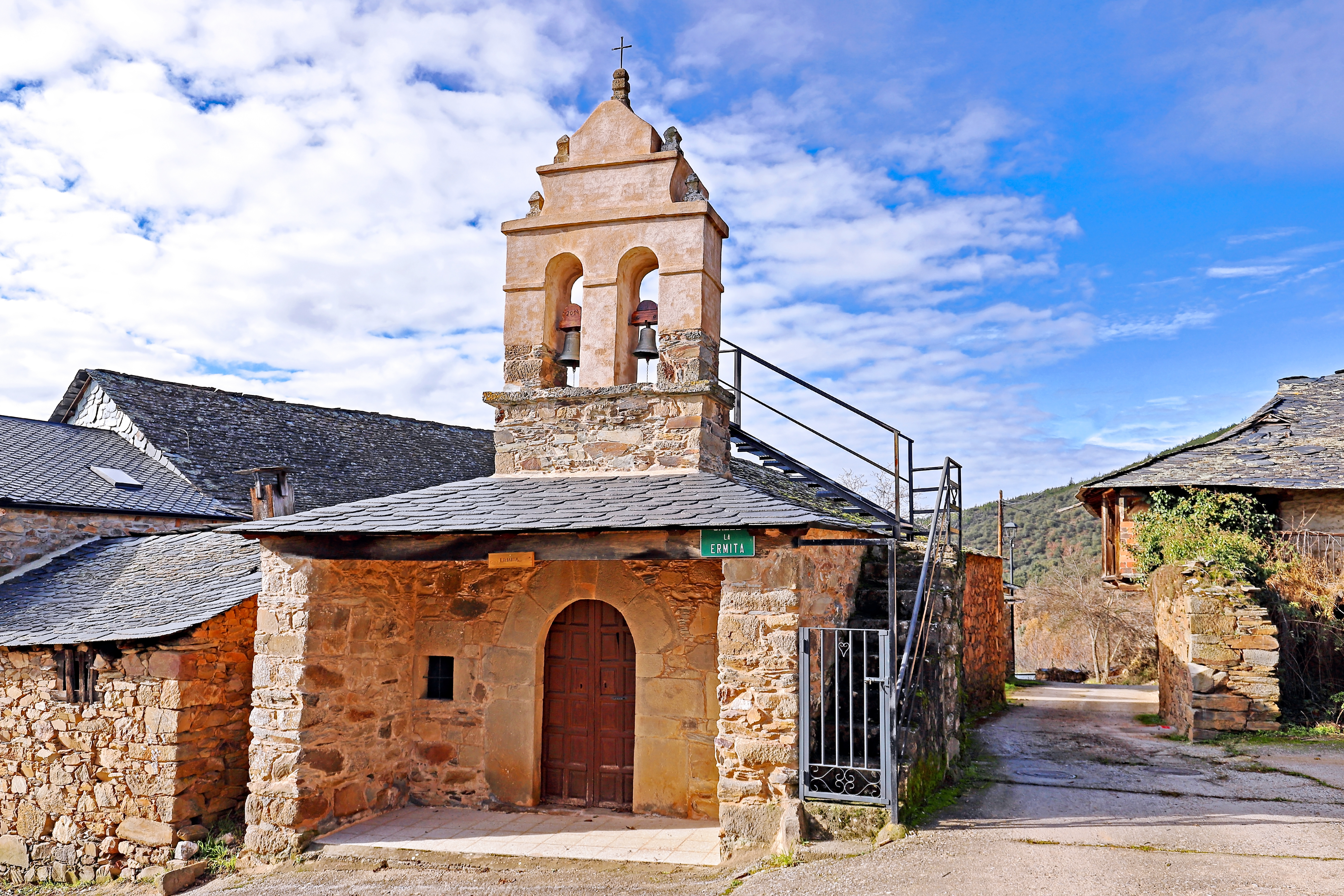
Kapelle von Tedejo

- Kirche von Folgoso de la Ribera
- Michaeliskirche
- Kapelle von Tedejo